# Stará Říše
Stará Říše är en köping i Tjeckien.   Den ligger i regionen Vysočina, i den centrala delen av landet, 130 km sydost om huvudstaden Prag. Stará Říše ligger 587 meter över havet och antalet invånare är 674.
Terrängen runt Stará Říše är platt. Runt Stará Říše är det ganska glesbefolkat, med 34 invånare per kvadratkilometer. Närmaste större samhälle är Telč, 10,3 km väster om Stará Říše. Trakten runt Stará Říše består till största delen av jordbruksmark.